# FC Alte Haide München
Der FC Alte Haide ist ein im nördlichen Münchner Stadtteil Schwabing ansässiger Fußballverein.
Er wurde am 29. Juni 1929 als DJK Alte Haide gegründet und trägt seinen heutigen Namen seit 1933. Der Verein stellte mit Georg Briglmeier den einzigen DJK-Nationalspieler; er wirkte 1933 im Länderspiel gegen die DJK-Auswahl der Niederlande beim 2:1-Sieg mit.
1932 gewann DJK Alte Haide die oberbayerische Meisterschaft. Nachdem der Verein zur Saison 1944/45 aus der Bezirksliga in die Gauliga München/Oberbayern aufgestiegen war, belegte er am Saisonende den siebten Platz. Gegen den späteren oberbayerischen Meister FC Bayern München verlor die Mannschaft am 12. November 1944 mit 0:5 auf eigenem Platz und am 21. Januar 1945 im Rückspiel mit 2:8.
Der FC Alte Haide bildete nach Kriegsausbruch mit dem FC Bayern München, der zu Saisonbeginn 1939/40 243 Mitglieder an das Militär abgeben musste, eine Spielgemeinschaft unter der Bezeichnung „Bezirk Schwabing“, da eine Münchner Fußballrunde nach Stadtbezirken eingeführt worden war. Der FC Bayern München war für die Mannschaftsaufstellung verantwortlich, die Heimspiele fanden auf dem Platz des FC Alte Haide an der Fröttmaninger Straße statt.